# Sagen Ishizuka
Pour les articles homonymes, voir Ishizuka et Sagen.
 (octobre 2016).
Sagen Ishizuka (石塚左玄, Ishizuka Sagen), né le 6 mars 1851, mort le 17 octobre 1909, est un médecin japonais. Il a créé un système thérapeutique basé uniquement sur l’alimentation, devenu plus tard la base de la macrobiotique.

## Biographie
Sagen Ishizuka nait au sein d’une modeste famille de médecins traditionnels et, étant l’héritier, il étudie à son tour la médecine. Par manque de moyens, il réalise ses études de manière autodidacte, tout en travaillant en tant que professeur de langues. À 16 ans, il connait le néerlandais (langue indispensable pour étudier la médecine occidentale à cette époque) et plus tard il maîtrisera aussi l’usage de l’allemand, du français et de l’anglais. Jusqu’à 23 ans, il étudie, toujours en autodidacte, l'anatomie, la botanique, la chimie, la physique et l'astronomie.
À 24 ans, il s'engage dans l’Armée impériale japonaise en tant qu’apprenti médecin. À 31 ans, il reçoit le grade de pharmacien militaire et plus tard, celui de médecin militaire. Il reste vingt-deux années dans l’armée, se retirant avec le haut grade de pharmacien militaire en chef. Cette expérience s’avérera très formatrice, car il sera confronté à toutes sortes de pathologies et blessures (il participe à la guerre civile de Satsuma en 1877 et à la guerre sino-japonaise de 1894).
Pendant l'exercice de sa profession, il remet en question progressivement le système médical occidental et se persuade de la supériorité de la médecine traditionnelle (laquelle préconise souvent comme remède un simple changement de régime alimentaire). Lui-même souffrait dès l'enfance d'eczéma et de néphrite chronique que la médecine conventionnelle ne réussit jamais à guérir. Aussi, il développe et vérifie sa théorie selon laquelle le secret de la santé et de la guérison réside dans le renforcement de l’organisme dès l’intérieur, à partir d’une alimentation équilibrée (qui correspond pratiquement au régime traditionnel nippon, lequel avait perdu son hégémonie à partir des années 1870, avec l'ouverture du Japon à l’Occident).
Dès son retour à la société civile, il commence à pratiquer la médecine selon sa nouvelle méthode et, avec le soutien de personnalités importantes (des militaires haut gradés, des hommes politiques et d’autres relations acquises grâce à son rang militaire), il acquiert rapidement un succès très important. Les demandes de consultation qui lui sont adressées devenant trop nombreuses, devront rapidement être limitées à cent par jour, et sa popularité est telle que le courrier lui parvient avec des simples adresses telles que : « Pour le Docteur Anti-docteur, Tokyo », « Docteur Légumes, Tokyo » ou « Docteur daikon, Tokyo » (car il conseillait souvent l’usage de cette sorte de radis).
En 1907, il crée l'association Shokuyo (食養, litt. « Alimentation de la santé ») , dans le but de diffuser et de perpétuer sa méthode.
Le 17 octobre 1909, il mourut d'insuffisance rénale, un combat qu'il menait depuis son enfance.

## Le système thérapeutique d’Ishizuka
La théorie d’Ishizuka repose sur plusieurs principes.
- La santé et la longévité dépendent de l’équilibre dans l’organisme entre le sodium et le potassium. Là où les théories sur la nutrition occidentales insistaient sur l’importance des protéines et des hydrates de carbone, Ishizuka maintint que les minéraux étaient cruciaux, spécialement le sodium et le potassium, car leur interaction détermine la capacité de l’organisme à absorber et à utiliser les autres nutriments ; le bon fonctionnement de tout le corps dépend de leur bon équilibre.
- L’alimentation est le facteur essentiel qui détermine cet équilibre. Les autres facteurs, tels l’environnement géographique ou climatique, l’activité physique ou le stress psychique jouent un rôle secondaire. Vivre en montagne ou près de la mer, dans un endroit sec ou humide, être sédentaire ou avoir une grande activité physique produit un certain effet, mais ce qui est introduit dans le système digestif est ce qui régit à la base la relation entre le sodium et le potassium dans l’organisme.
- La santé et la maladie dépendent de l’alimentation avant tout. La base d’un fonctionnement physique adéquat s’obtient par l’ingestion quotidienne d’aliments correctement équilibrés au niveau des sels minéraux et au contraire, toute maladie apparaît à cause d’un déséquilibre entre le sodium et le potassium provoqué par une alimentation inadéquate. Selon Ishizuka, aussi bien les maladies chroniques que les maladies aiguës (infectieuses ou virales) sont dues à une mauvaise alimentation : les microbes ou les virus ne peuvent pas s’attaquer à un organisme où la relation entre le sodium et le potassium est bien équilibrée, même si l’individu entre en contact avec eux.

Les études d’Ishizuka furent rassemblées dans un ouvrage intitulé Théorie Chimique de la Nutrition sur la Santé et la Longévité, qui fut publié en 1897 au Japon et qui n’a jamais été traduit dans aucune langue occidentale.